# 詩人たち (クルアーン)
『詩人たち』とは、クルアーンにおける第26番目の章（スーラ）。227の節（アーヤ）から成る。
章の冒頭に神秘文字（Muqatta'at）が置かれているもの（計29スーラ）のうちの一つ。